# ДЗУ
Дискови запаметяващи устройства (ДЗУ-АД) е завод в Стара Загора, основен производител на магнитни дискови запаметяващи устройства (твърди дискове и флопи дискове) по време на възхода на производството на компютри в България през 70-те и 80-те години на 20 век. Днес е част от Videoton Holding ZRt., Унгария.

## История
Заводът е създаден с постановление №51 (секретно) на Министерския съвет от 19.11.1968 г., като „Завод за периферна техника“ (завод 25), заедно с още седем завода за производство на изчислителна техника. Целта е изпълнението на договореността между страните от СИВ от 1967 година за развитие на изчислителната техника, осигуряваща независимост и подобряване на съвместимостта между отделните национални програми. За изпълнението се създава и Съвет на Главните конструктори (СГК). С това сътрудничество е свързана и директивата за база да се вземат машините на фирма IBM
Идеолог и основен двигател на българската програма за изчислителна техника е професор Иван Попов, а цялото развитие на сектора протича в рамките на сътрудничеството в СИВ. За прототип за дисково запаметяващо устройство в България е избрано изделие на фирма Memorex. Моделът 630 на Меморекс, съвместим напълно с IBM, е първото устройство в света, използващо линеен двигател за позициониране на магнитните глави.
Строежът на завода започва през 1969 г. с първи директор Васил Недев. Разработката на дисковото устройство се извършва от ЦИИТ София с активното участие на инженерите от Стара Загора. Разработва се ЕС-5052 с обем 7.25МВ сменяем дисков пакет. В края на 1971 година се провеждат първите международни изпитания на дисковото устройство. Редовното производство започва през 1972 година. През 1973 година завода е открит от Тодор Живков. Вложените за строителство и оборудване 14 милиона лева се изплащат още с производството и износа на това първо изделие за по-малко от година от редовното производство.
През 1974 година производството на ЕС-5052 спира поради липса на внос на магнитни глави. Поради реална опасност да се загубят завоюваните вече позиции се взема решение да се организира производството им в Стара Загора. В рамките на няколко месеца при пълна организация на всички цехове и отдели на завода са решени основните технически проблеми и е организирано производството на качествени магнитни глави. Следващите години производството на магнитни глави продължава и за следващите модели паралелно със завода в Разлог. Подобен подход за бързо решаване на производствени проблеми има и през следващите години. Причина са и високите темпове на увеличение на плановете през годините. ДЗУ се превръща в най-голямото по обем и по печалба предприятие в България.
В началото на 80-те години заводът прави голямо разширение с изграждането на нови корпуси, с големи площи чисти стаи в тях. Започва производството на нови ЗУМД 317 МВ/635 МВ – така наречен тип „Уинчестър“. Производството включва всички основни възли и изделия: Магнитен диск, магнитни глави, линеен двигател, механични детайли, гъвкави платки, НИМ (несменяем информационен модул), ЗУМД, Дискова подсистема. Изграден е и ГАПС – напълно автоматизиран цех за производство на голямо-корпусни детайли с роботи, автоматичен транспорт и автоматична смяна на инструменти.
Освен всички видове ЗУМД в ДЗУ се произвеждат управляващи устройства за роботи, панели за чисти стаи и др.
ДЗУ прераства в комбинат от 1985 г., а две години по-късно става стопанско обединение (СО) „Дискови запаметяващи устройства“ в състава на асоциация „Електроника“. В края на 1980-те предприятието играе водеща роля в няколко секретни проекта, като „Нева“ за изграждането на завод за производство на дискове в СССР и „Монблан“ за завладяване на западни пазари. За тези проекти става известно много по-късно, както и че във връзка с тях са създадени фирми и смесени предприятия в капиталистически страни, които не се водят на отчет в Министерството на външноикономическите връзки, а се контролират директно от министъра на външноикономическите връзки Андрей Луканов и от министъра на вътрешните работи Димитър Стоянов.
От 24 февруари 1989 г. ДЗУ е преобразувано в държавна фирма. Към 1991 г. в състава ѝ са включени 37 дъщерни фирми и поделения

## 1990-те
По време на прехода развитието на българската индустрия остава на заден план сред държавните приоритети. Това в крайна сметка води до пълна загуба на пазарите, макар че в ДЗУ се работи по много нови проекти, включително и производство на твърди дискове. ДЗУ участва в различни търговски схеми, като дори се стига до отнемане на лиценза му заради производство на пиратски компакт дискове (CD).
След приватизацията на завода от VIDEOTON Holding ZRt., Унгария, през 1999 автоматизираните производствени линии са демонтирани и изнесени в Унгария. Оставено е производство на дребна битова техника.

## След 2000
Към 2015 ДЗУ е един от големите работодатели в Стара Загора. Съгласно политиката на Видеотон се работи с големи западни фирми в областта на електротехниката и бита, като се осигурява изцяло логистиката на производството. Най-важният ресурс са висококвалифицираните кадри.
ДЗУ поддържа защитата на сертификати за международните стандарти:
- ISO 9001 – производство
- ISO 14001 – опазване на околната среда
- ISO/TS 16949 – автомобилна промишленост